# کابوی‌های لنین‌گراد به آمریکا می‌روند
کابوی‌های لنین‌گراد به آمریکا می‌روند (انگلیسی: Leningrad Cowboys Go America) یک فیلم جاده‌ای به کارگردانی آکی کائوریسماکی است که در سال ۱۹۸۹ منتشر شد. این فیلم به ماجراهای یک گروه موسیقی راک روسی می‌پردازد که به منظور مشهور شدن عازم آمریکا می‌شوند.
پس از این انتشار فیلم، یک گروه موسیقی راک به همین نام تشکیل شد.